# Emma Muscat
Emma Louise Marie Muscat (San Ġiljan, 27 november 1999) is een Maltees zangeres en model. 
In 2022 won ze Malta Eurovision Song Contest, hiermee verkreeg ze het recht om met haar lied Out of Sight Malta te vertegenwoordigen op het Eurovisiesongfestival 2022 in Turijn, Italië. Op 14 maart 2022 werd het lied vervangen door I Am What I Am als inzending voor het Eurovisiesongfestival. Op het festival raakte ze niet voorbij de halve finale.

## Vroege leven en carrière
Muscat groeide op in een welgestelde familie en maakte op jonge leeftijd kennis met  de muziekwereld. Na de leerplicht besloot ze zich in te schrijven aan de University of Performing Arts. Als puber toonde ze haar vaardigheden in zingen, dansen en in het gebruik van muziekinstrumenten: ze specialiseerde zich met name in piano en begon ook zowel de muziek als de tekst van haar liedjes te schrijven en componeren.
In 2016 bracht ze haar eerste single "Alone" uit op haar YouTube-kanaal en later in 2017 bracht ze haar tweede single "Without You" uit.
In 2018 nam ze deel aan de zeventiende editie van de talentenjacht Amici di Maria De Filippi en slaagde erin om de "avondfase" (fase serale) in te gaan waar ze in de finale werd uitgeschakeld, eindigend met een vierde plaats in de zangcategorie en een contract bij Warner Music Italië. Na haar ervaring bij Amici nam ze deel aan "Isle of MTV 2018" met Jason Derulo, Hailee Steinfeld en Sigala en nam het jaar daarop opnieuw deel met Martin Garrix, Bebe Rexha en Ava Max; later, tijdens een muzikaal evenement in Malta, zong ze een duet met de Maltese tenor Joseph Calleja en Eros Ramazzotti. Op 6 juli bracht ze haar eerste ep uit met de titel Moments, waarin ook de twee singles stonden die eerder alleen op YouTube waren uitgebracht. De ep werd verwacht door de single "I Need Somebody", uitgebracht op 2 juli. Op 7 december van datzelfde jaar bracht ze haar eerste studioalbum uit, getiteld Moments Christmas Edition met covers van vele kerstklassiekers. Op 16 november 2018 had ze een duet met rapper Shade in het nummer Figurati noi.
Op 26 april 2019 bracht ze haar eerste single Avec moi uit, met zangeres Biondo.
Op 10 december bracht ze de single "Vicolo cieco" uit; na de release van het nummer verklaarde ze in een interview dat het eerste officiële fragment van haar nieuwe album zou zijn. Op 3 juli 2020 bracht ze haar zomersingle Sangria uit, met de Italiaanse rapper Astol, werd goud gecertificeerd in Italië en bereikte 21 miljoen streams op YouTube
1971: Joe Grech · 
1972: Helen & Joseph · 
1975: Renato · 
1991: Paul Giordimaina & Georgina · 
1992: Mary Spiteri · 
1993: William Mangion · 
1994: Chris & Moira · 
1995: Mike Spiteri · 
1996: Miriam Christine · 
1997: Debbie Scerri · 
1998: Chiara · 
1999: Times Three · 
2000: Claudette Pace · 
2001: Fabrizio Faniello · 
2002: Ira Losco · 
2003: Lynn Chircop · 
2004: Julie & Ludwig · 
2005: Chiara · 
2006: Fabrizio Faniello · 
2007: Olivia Lewis · 
2008: Morena · 
2009: Chiara · 
2010: Thea Garrett · 
2011: Glen Vella · 
2012: Kurt Calleja · 
2013: Gianluca Bezzina · 
2014: Firelight · 
2015: Amber · 
2016: Ira Losco · 
2017: Claudia Faniello · 
2018: Christabelle · 
2019: Michela · 
2021: Destiny Chukunyere · 
2022: Emma Muscat · 
2023: The Busker · 
2024: Sarah Bonnici · 
2025: Miriana Conte